# Karl Hanus
Karl Hanus (* 8. Juli 1927 in Saarlouis; † 19. Januar 2013) war ein deutscher Architekt.
Der Sohn eines Bauunternehmers absolvierte nach dem Abitur von 1946 bis 1952 ein Studium an der Technischen Hochschule Stuttgart, das er mit dem Titel Diplom-Ingenieur abschloss. Er wurde beeinflusst von seinem Professor Richard Döcker, der die Ideen des Funktionalismus vertrat. Von 1953 bis 1956 war er Doktorand am Institut für Schall- und Wärmeschutz bei Werner Zeller in Essen. 1956 schloss er seine Promotion zum Dr.-Ing. an der Technischen Hochschule Stuttgart bei Rolf Gutbrod erfolgreich ab. Titel seiner Dissertation, die einige Jahre später auch als Verlagspublikation erschien (Werner-Verlag, Neuwied 1959): „Der Einfluß der Raumakustik auf die bauliche Gestaltung“. Im gleichen Jahr ließ er sich als freischaffender Architekt in seiner Heimatstadt Saarlouis nieder.

„In fast 40 Jahren schuf Hanus ein Werk, das Siedlungsbauten und Wohnhäuser, Schulen und Hochschulen, Vereins- und Kulturhäuser, Banken und Bürogebäude, Geschäftsbauten, Fabrikhallen und Kaufhäuser umfasst.“

Von 1963 bis 1967 war Hanus Vorstandsmitglied der Architektenkammer des Saarlandes. Er war von 1967 bis 1973 Vorsitzender des Landesverbandes Saarland und Mitglied des Bundesvorstandes des Bundes Deutscher Architekten (BDA).

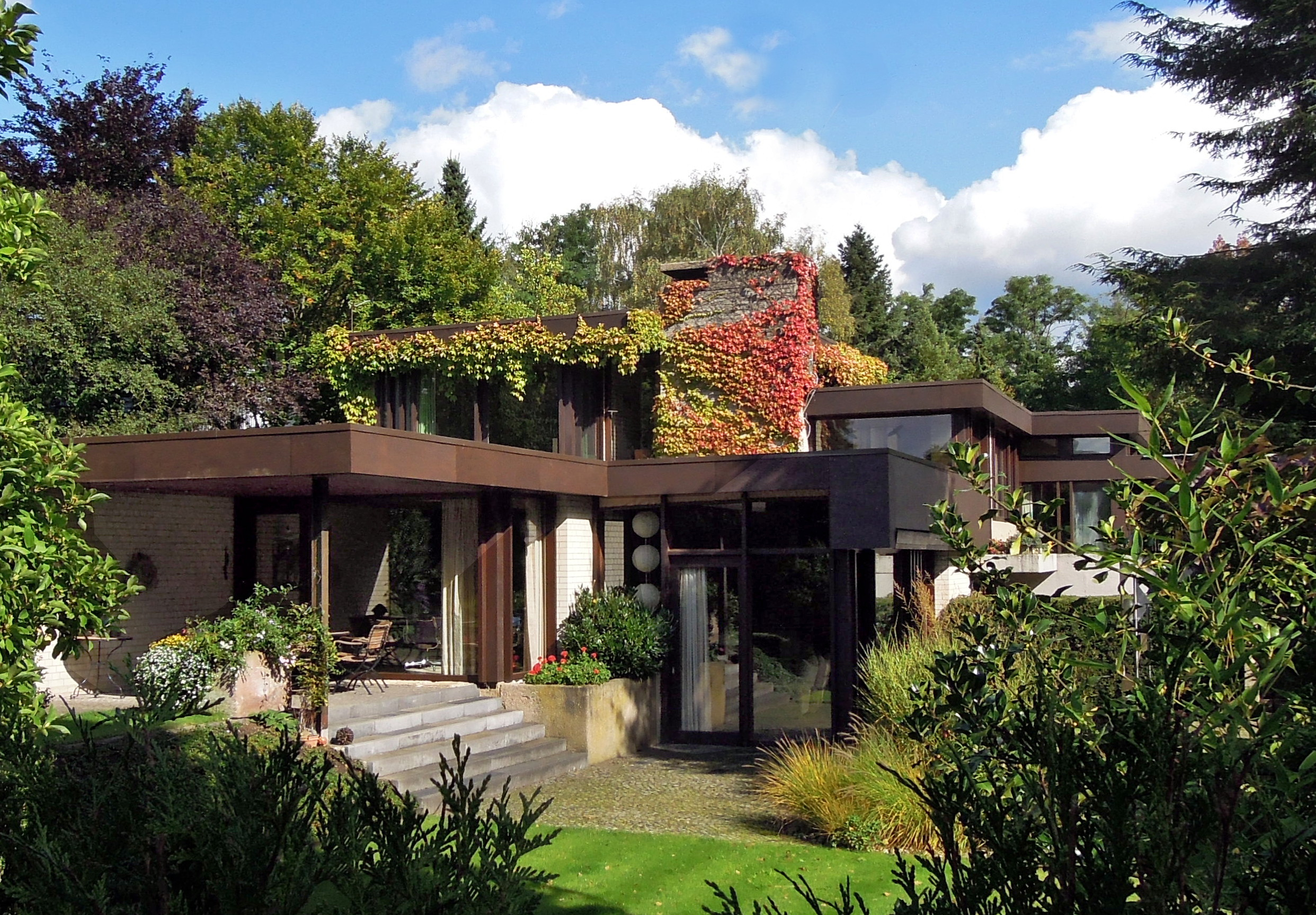
Haus Am Fischerberg 44 in Dillingen (1975–1976), unter Denkmalschutz

## Preise und Auszeichnungen
- 1969: Bund Deutscher Architekten (BDA): Architekturpreis für das Verwaltungsgebäude der Stadtwerke Völklingen
- 1969: Berufung in die Deutsche Akademie für Städtebau und Landesplanung
- 1973: Bund Deutscher Architekten (BDA): Architekturpreis für die Stadtsparkasse Saarlouis-Roden
- 1974: Kunstpreis des Saarlandes, der wichtigste Kulturpreis des Bundeslandes
- 1983: Berufung in das Kuratorium der Stiftung Saarländischer Kulturbesitz
- 1991–1993: Berufung in den Auswahlausschuss der Deutschen Akademie Villa Massimo (Rom)